# Elezioni legislative in Francia del 1889
Le elezioni legislative in Francia del 1889 per eleggere i 576 membri della Camera dei deputati si sono tenute dal 22 settembre al 6 ottobre. Il sistema elettorale utilizzato fu un maggioritario a doppio turno per ogni arrondissement

## Risultati
| Partito                                    | Partito           | Voti       | Voti | Seggi |
| Partito                                    | Partito           | Numero     | %    | Seggi |
| ------------------------------------------ | ----------------- | ---------- | ---- | ----- |
|                                            | Sinistra          | 2 857 285  | 35,8 | 243   |
|                                            | Destra            | 2 526 705  | 31,7 | 140   |
|                                            | Sinistra radicale | 1 296 071  | 16,3 | 113   |
|                                            | Boulangisti       | 759 277    | 9,5  | 46    |
|                                            | Bonapartisti      | 358 593    | 4,5  | 23    |
|                                            | Socialisti        | 166 898    | 2,1  | 11    |
|                                            | Altri             | 10 239     | 0,1  | 0     |
| Totale voti                                | Totale voti       | 7 975 068  | 100  | 576   |
| Elettori iscritti                          | Elettori iscritti | 10 600 000 | –    | –     |
| Astenuti                                   | Astenuti          | 2 500 000  | 23,6 | –     |
| Fonte: Rois & Présidents, France Politique |                   |            |      |       |